# Esquire (band)
Esquire is een Britse muziekgroep rondom Nikki Squire. De muziek behoort tot het segment progressieve rock, artrock.
Nikki Squire was in 1982 toen de band opgericht werd de echtgenote van Chris Squire, oprichter en bassist bij Yes. Op het debuutalbum is Yesdrummer Alan White te hroen en Yes-lid en producer Trevor Horn mixte een nummer, dochter Carmen Squire zong op de achtergrond. De band bracht zeer onregelmatig albums uit. De verbondenheid met Yes blijkt voorts uit dat drie tracks van Esquire zijn opgenomen op het compilatiealbum Yes, friends and relatives (Coming home, Zone of O, Tron Thomi).
Tijdens en vanaf het eerste album werkte ze samen met bassist, co-writer etc. Nigel McLaren, die in 2015 overleed; het voor hem postuum uitgebrachte derde album is aan hem opgedragen, Bij dat album zat ook een dankwoord aan Chris Squire, ook overleden in 2015. 
Discografie
- 1987: Esquire I
  - personeel: Nikki Squire (zang), Nigel McLaren (basgitaar, zang); Charles Olins (toetsinstrumenten, zang), Pat Thrall, Steve Topping (gitaar), Eddie Golga (aanvullend gitaar), Alan White, Jamie Lane, Dinky (drumstel), Carmen en Chris Squire, achtergrondzang.
  - opgenomen in Sun park, Air Studio’s in Londen en Summa Music Group in Los Angeles
  - tracks, allen geschreven door Nikki Squire en McLaren met hulp van Topping en Olins: 1: To the rescue (3:58, mix Trevor Horn en Stephen Lipson), 2: Sunshine (3:18), 3: Knock twice for heaven (3:30), 4: Up down turnaround (5:2)7, 5: Blossomtime (6:36), 6: Hourglass (4:30), 7: Moving together (3:29), 8: Silent future (4:28), 9. Special greeting (4:39), 10: What you’ve been saying (4:55), 11: Sunshine (3:15)
  - gedistribueerd door Repertoire Records, onderdeel van Geffen Records.
- 1994; heruitgave 1997: Esquire II: Coming home
  - personeel: Nikki Squire (zang en achtergrondzang), Nigel Mclaren (alle muziekinstrumenten en achtergrondzang), behalve Danny Isaacs (gitaar op Keep on dreaming en Coming home), Tony Matucci (drumstel op Keep on dreaming en Coming home) en Chris Slade (drumstel op Tron Thomi);  Isaacs, Matucci en Carmen Squire en Denny Laine eveneens achtergrond zang
  - opname: Sunpark & Hatch Farm Studios, Engeland met onder andere geluidstechnicus John Burns
  - tracks versie Repertoire Records 185 uit 1997: 1: Digital kids (4:07), 2: We are (4:20), 3: Yours truly (3:04), 4: Big girls don’t cry (3:52), 5: Tron Thomi (7:57), 6: Hearts of gold (4:57), 7: Save it (4,50), 8: Keep on dreaming (3:51), 9: The Zone of O (5:23), 10: Glass houses (5:22), 11: Coming home (5:51), 12: Change of heart (4:45)
- 2016: Esquire III: No spare planet
  - Personeel: alle muziekinstrumenten door Squire en McLaren, behalve dwarsfluit Isabelle Meyrignac, gitarist Gez Murphy en gitarist Robbie Blunt op enkele tracks
  - Tracks: 1: Ministry of life (8:09), 2: She said (4:29), 3: Human rhythm (4:19), 4: Tonight (4:19), 5: Friends and enemies (4:38), 6: It’s over (4:39), 7: Where is the love (4:56), 8: Stay low (4:21), 9: Heaven blessed (4:26) (IO Pages 141, februari 2017)
  - Uitgebracht op Esquire Music Records